# Mathías De Ritis
Mathías Agustín De Ritis (Montevideo, 31 de enero de 2003) es un futbolista uruguayo que juega como lateral izquierdo en el Club Atlético Banfield de la Primera División de Argentina.

## Trayectoria
Formado en las categorías juveniles de Peñarol, fue parte del plantel campeón de la Copa Libertadores Sub-20 de 2022, disputada en Ecuador, participando en 3 de los 5 encuentros. También fue parte del plantel que participó en la edición de 2023, disputada en Chile, que finalizó en el cuarto lugar, disputando 4 de los 5 partidos y convirtiendo un gol.
Disputó la Copa Intercontinental Sub-20 frente a Benfica, donde el equipo portugués se consagraría campeón.

## Selección nacional
De Ritis formó parte de la selección sub-20 de Uruguay de 2021 a 2023, habiendo sido convocado por primera vez en octubre de 2021 por Gustavo Ferreyra.
Fue parte del plantel sub-20 de Uruguay subcampeón del Campeonato Sudamericano Sub-20 de 2023, donde fue parte de 8 de los 9 partidos disputados.
También conformó el equipo de Uruguay campeón de la Copa del Mundo Sub-20 de 2023, disputada en Argentina.

## Estadísticas

### Clubes
Actualizado al último partido disputado el 13 de julio de 2023.
| Club                    | Div.          | Temporada     | Liga  | Liga  | Liga   | Copas nacionales | Copas nacionales | Copas nacionales | Copas internacionales | Copas internacionales | Copas internacionales | Total | Total | Total  |
| Club                    | Div.          | Temporada     | Part. | Goles | Asist. | Part.            | Goles            | Asist.           | Part.                 | Goles                 | Asist.                | Part. | Goles | Asist. |
| ----------------------- | ------------- | ------------- | ----- | ----- | ------ | ---------------- | ---------------- | ---------------- | --------------------- | --------------------- | --------------------- | ----- | ----- | ------ |
| C. A. Peñarol · Uruguay | 1.ª           | 2022          | 0     | 0     | 0      | 0                | 0                | 0                | 3                     | 0                     | 0                     | 3     | 0     | 0      |
| C. A. Peñarol · Uruguay | 1.ª           | 2023          | 0     | 0     | 0      | 0                | 0                | 0                | 4                     | 1                     | 0                     | 4     | 1     | 0      |
| C. A. Peñarol · Uruguay | Total club    | Total club    | 0     | 0     | 0      | 0                | 0                | 0                | 7                     | 1                     | 0                     | 7     | 1     | 0      |
| Total carrera           | Total carrera | Total carrera | 0     | 0     | 0      | 0                | 0                | 0                | 7                     | 1                     | 0                     | 7     | 1     | 0      |
| 1.                      |               |               |       |       |        |                  |                  |                  |                       |                       |                       |       |       |        |

### Selección
Actualizado al último partido disputado el 8 de junio de 2023.
| Selección         | Temporada         | Continental | Continental | Continental | Mundial | Mundial | Mundial | Amistosos | Amistosos | Amistosos | Total | Total | Total  |
| Selección         | Temporada         | Part.       | Goles       | Asist.      | Part.   | Goles   | Asist.  | Part.     | Goles     | Asist.    | Part. | Goles | Asist. |
| ----------------- | ----------------- | ----------- | ----------- | ----------- | ------- | ------- | ------- | --------- | --------- | --------- | ----- | ----- | ------ |
| Sub-20 · Uruguay  | 2022              | 5           | 0           | 0           | -       | -       | -       | 5         | 0         | 0         | 10    | 0     | 0      |
| Sub-20 · Uruguay  | 2023              | 8           | 0           | 0           | 2       | 0       | 0       | 1         | 0         | 0         | 11    | 0     | 0      |
| Sub-20 · Uruguay  | Total sel.        | 13          | 0           | 0           | 2       | 0       | 0       | 6         | 0         | 0         | 21    | 0     | 0      |
| Total selecciones | Total selecciones | 13          | 0           | 0           | 2       | 0       | 0       | 6         | 0         | 0         | 21    | 0     | 0      |
| 1. 2.             |                   |             |             |             |         |         |         |           |           |           |       |       |        |

## Palmarés

### Títulos internacionales
| Título                   | Equipo  | País      | Año  |
| ------------------------ | ------- | --------- | ---- |
| Copa Libertadores Sub-20 | Peñarol | Ecuador   | 2022 |
| Copa del Mundo Sub-20    | Uruguay | Argentina | 2023 |